# Porta OR
| ENTRADA | ENTRADA | SORTIDA |
| A       | B       | A OR B  |
| 0       | 0       | 0       |
| 0       | 1       | 1       |
| 1       | 0       | 1       |
| 1       | 1       | 1       |

Una porta OR, en anglès OR gate, és una porta lògica digital que implementa la disjunció lògica, és a dir, es comporta segons la taula de veritat de la dreta. Una entrada ALTA (1) és el resultat, si una o ambdues entrades també ho són. Si cap de les dues entrades és alta, el resultat és una sortida BAIXA (0).

## Símbols
Hi ha tres símbols per a les portes OR: el «militar» o «Americà» (ANSI), el «rectangular» o «Britànic» (IEC) i l'obsolet DIN. El primer té una forma punxeguda, el segon és totalment rectangular amb un ≥1 a l'interior i el tercer és arrodonit.
| Símbol ANSI     | Símbol IEC | Símbol DIN |
| Símbol MIL/ANSI | Símbol IEC | Símbol DIN |

## Implementació electrònica
La implementació electrònica més simple d'una porta OR es realitza amb dos díodes. A una comporta OR de lògica positiva, a una entrada de voltatge (per exemple de 10 V) se li assigna el valor "1" de l'àlgebra booleana mentre que a una entrada de 0 V se li assigna el valor "0". Si el valor d'alguna de les entrades, o totes dues, (A, B) és de 10 V, el díode està polaritzat directament i permet el pas de corrent. Aleshores, a la sortida hi haurà tensió i el resultat serà una sortida amb valor "1".
També es pot fer una porta OR usant transistors. En aquest cas, l'entrada A i B es correspon a la base del transistor. Quan hi ha tensió en aquestes entrades, passa un cert corrent per les resistències i aleshores les bases permeten el pas de corrent entre el col·lector, que està sempre en tensió de 6 V, i l'emissor. Igual que en la implementació amb díodes, només que una de les entrades A o B tingui tensió, la sortida serà "1".
|  |  |